# هنرييت أميرة ناساو-فيلبورخ
هنرييت أميرة ناساو-فيلبورخ ثم أميرة ناساو (22 أبريل 1780 - 2 يناير 1857)؛ هي دوقة ألمانية الأصل، فهي الابنة الصغرى لأمير كارل كريستيان والأميرة كارولينا ابنة فيليم الرابع أمير أوراني وآن البريطانية، اشتهرت الأميرة هنرييت بأعمالها الخيرية ومشاركتها الاجتماعية، وعلى وجه الخصوص دعمت العديد من المدارس ودور الأيتام ومرافق الرعاية في كيرشهايم؛ ولا تزال بعض هذه المرافق موجودة حتى يومنا هذا.

### الزواج والذرية
في 28 يناير 1797 في إحدى البلدات القريبة من بايرويت تزوجت الأميرة هنرييت من الدوق لودفيغ من فورتمبيرغ (1756 - 1817)؛ هو شقيق فريدرش الأول ملك فورتمبيرغ، اعتبرت زوجته الثانية وأنجبت الزوجان خمسة أطفال:-
- ماريا دوروثيا لويز فيلهيلمين كارولين (1 نوفمبر 1797 - 30 مارس 1855)؛ تزوجت في عام 1819 من الأرشيدوق يوزف النمساوي؛ لهما ذرية بما في ذلك ماري هنرييت ملكة بلجيكا القرينة، وجدا ماريا كريستينا ملكة إسبانيا القرينة.
- أمالي تيريز لويز فيلهيلمين فيليبين (28 يونيو 1799 - 28 نوفمبر 1848)؛ تزوجت في عام 1817 من يوزف دوق ساكس-ألتنبورغ، لهما ذرية، ومن نسلهما فيليب السادس ملك إسبانيا وتشارلز الثالث ملك المملكة المتحدة .
- بولين تيريز لويز (4 سبتمبر 1800 - 10 مارس 1873)؛ تزوجت في عام 1820 من ابن عمها فيلهلم الأول ملك فورتمبيرغ، لهما ذرية، ومن نسلهما أخرا ملوك فورتمبيرغ.
- إليزابيث ألكسندرين كونستانتسه (27 فبراير 1802 - 5 ديسمبر 1864)؛ تزوجت عام 1830 من الأمير فيلهلم ابن كارل فريدرش دوق بادن الأكبر، لهم ذرية.
- ألكسندر باول لودفيغ قسطنطين (9 سبتمبر 1804 - 4 يوليو 1885)؛ تزوج بشكل مرغنطي في 2 مايو 1835 من الكونتيسة كلودين ريدي فون كيس ريده، لهما ذرية، يعتبر مؤسس الفرع الثاني من آل فورتمبيرغ المعروفة باسم دوقات تك،[3] ومن نسلهما إليزابيث الثانية ملك المملكة المتحدة.